# José Copete
José Manuel Arias Copete (Écija, 10 ottobre 1999) è un calciatore spagnolo, difensore del Valencia.

## Carriera
Cresciuto nel settore giovanile della squadra della sua città, l'Écija, ha trascorso la prima parte della carriera nelle serie minori del calcio spagnolo. Nel 2021 viene acquistato dal Ponferradina, militante in Segunda División; con quest'ultima squadra totalizza 30 presenze e una rete tra campionato e coppa. Il 29 giugno 2022 viene acquistato dal Maiorca. Il 15 agosto seguente ha esordito in Primera División, disputando l'incontro pareggiato per 0-0 contro l'Athletic Bilbao.
Il 28 luglio 2025 viene ufficializzato il suo trasferimento al Valencia, con cui firma un quadriennale.

## Statistiche

### Presenze e reti nei club
Statistiche aggiornate al 16 novembre 2024
| Stagione        | Squadra         | Campionato      | Campionato | Campionato | Coppe nazionali | Coppe nazionali | Coppe nazionali | Coppe continentali | Coppe continentali | Coppe continentali | Altre coppe | Altre coppe | Altre coppe | Totale | Totale |
| Stagione        | Squadra         | Comp            | Pres       | Reti       | Comp            | Pres            | Reti            | Comp               | Pres               | Reti               | Comp        | Pres        | Reti        | Pres   | Reti   |
| --------------- | --------------- | --------------- | ---------- | ---------- | --------------- | --------------- | --------------- | ------------------ | ------------------ | ------------------ | ----------- | ----------- | ----------- | ------ | ------ |
| 2015-2016       | Écija           | TD              | 2          | 0          |                 | -               | -               |                    | -                  | -                  |             | -           | -           | 2      | 0      |
| 2016-2017       | Écija           | TD              | 7          | 0          |                 | -               | -               |                    | -                  | -                  |             | -           | -           | 7      | 0      |
| 2017-gen. 2018  | Écija           | SDB             | 4          | 0          |                 | -               | -               |                    | -                  | -                  |             | -           | -           | 4      | 0      |
| Totale Écija    | Totale Écija    | Totale Écija    | 13         | 0          |                 | -               | -               |                    | -                  | -                  |             | -           | -           | 13     | 0      |
| gen.-giu. 2018  | Córdoba B       | SDB             | 11         | 0          |                 | -               | -               |                    | -                  | -                  |             | -           | -           | 11     | 0      |
| 2018-2019       | Villarreal C    | TD              | 30         | 0          |                 | -               | -               |                    | -                  | -                  |             | -           | -           | 30     | 0      |
| 2019-2020       | Peña Deportiva  | SDB             | 19+2       | 0          | CR              | 0               | 0               |                    | -                  | -                  |             | -           | -           | 21     | 0      |
| 2020-2021       | Villarreal B    | SDB             | 15+2       | 0          |                 | -               | -               |                    | -                  | -                  |             | -           | -           | 17     | 0      |
| 2021-2022       | Ponferradina    | SD              | 28         | 1          | CR              | 2               | 0               |                    | -                  | -                  |             | -           | -           | 30     | 1      |
| 2022-2023       | Maiorca         | PD              | 28         | 1          | CR              | 3               | 0               |                    | -                  | -                  |             | -           | -           | 31     | 1      |
| 2023-2024       | Maiorca         | PD              | 19         | 1          | CR              | 8               | 0               |                    | -                  | -                  |             | -           | -           | 27     | 1      |
| 2024-2025       | Maiorca         | PD              | 9          | 0          | CR              | 0               | 0               |                    | -                  | -                  |             | -           | -           | 9      | 0      |
| Totale Maiorca  | Totale Maiorca  | Totale Maiorca  | 56         | 2          |                 | 11              | 0               |                    | -                  | -                  |             | -           | -           | 67     | 2      |
| Totale carriera | Totale carriera | Totale carriera | 176        | 3          |                 | 13              | 0               |                    | -                  | -                  |             | -           | -           | 189    | 3      |